# Voetbal
Voetbal is een wereldwijd populaire balsport waarbij twee ploegen van elf spelers moeten proberen de bal in het doel van de tegenstander te krijgen. De bal mag met ieder deel van het lichaam gespeeld worden, met uitzondering van armen en handen (behalve bij de inworp). In de praktijk wordt vooral met de voet gespeeld en met het hoofd gekopt. Ook moet de bal te allen tijde speelbaar blijven en mag deze niet afgeklemd worden door bijvoorbeeld op de bal te gaan liggen of deze tussen de benen te klemmen. Deze beperkingen gelden niet voor de doelverdediger, ook wel keeper genoemd, in het eigen strafschopgebied.
Om goed uit de voeten te kunnen op het grasveld, waarop meestal wordt gespeeld, dragen de spelers speciaal gefabriceerde voetbalschoenen.

## Spelregels

Speelveld

Het speelveld (vaak ook voetbalveld of voetbalterrein genoemd) is rechthoekig, en moet afhankelijk van de competitie een lengte hebben van minimaal 90 en maximaal 120 meter. De breedte is minimaal 45 en maximaal 90 meter. In internationale wedstrijden geldt: lengte tussen 100 en 110 meter en breedte tussen 64 en 75 meter. De Nederlandse KNVB hanteert een minimumafmeting van 100 bij 64 meter en een maximum van 105 bij 69 meter. De afbakening gebeurt met lijnen van maximaal 12 centimeter breed en op de hoeken worden hoekvlaggen geplaatst. In het midden van de achterste lijnen moet een doel staan.

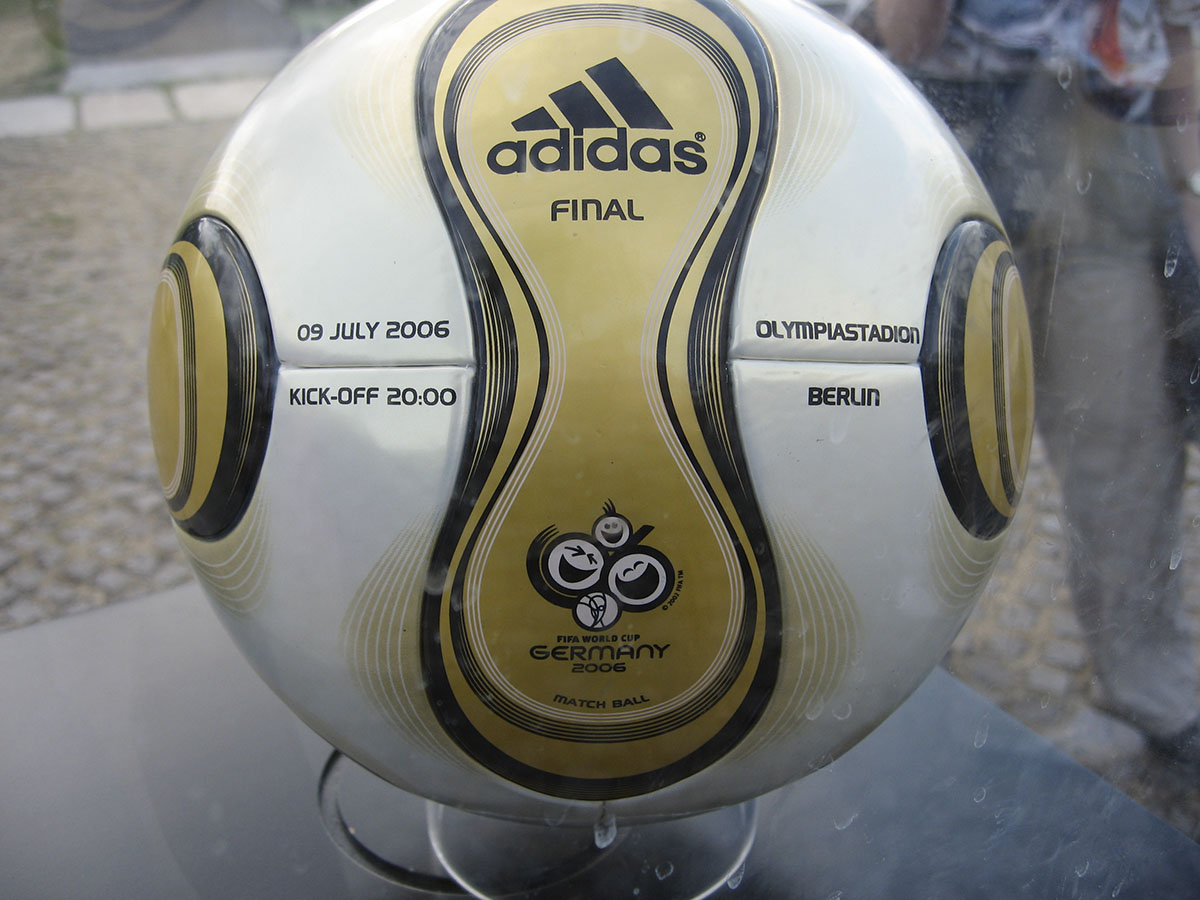
De officiële finalebal van het WK voetbal 2006

De bal is bolvormig en volgens de internationale voetbalbond (FIFA) moet een officiële wedstrijdbal een omtrek hebben van minstens 68 en hoogstens 70 centimeter bij een massa van 396 tot 450 gram. Bij aanvang van de wedstrijd moet de bal tussen de 410 en 450 gram wegen.
De bal dient van leder of een ander geschikt materiaal te zijn en wordt opgeblazen met een overdruk van 0,6 tot 1,1 atmosfeer (600 tot 1100 g/cm2) op zeeniveau.
Het doel is 7,32 meter breed en 2,44 meter hoog. Het is gemaakt van hout of aluminium en is aan de voorzijde open terwijl aan de achterkant een net hangt.
De duur van een wedstrijd bedraagt 2 maal 45 minuten (plus eventuele extra tijd, ook wel blessuretijd genoemd, van enkele minuten), daartussen is er een rustpauze van 15 minuten. Is er na negentig minuten nog altijd sprake van een gelijke stand en is een winnaar noodzakelijk, dan zal er nog een verlenging van twee keer vijftien minuten worden gespeeld. Is er na de verlenging nog altijd geen winnaar bekend, dan worden er strafschoppen (penalty's) genomen. Beide partijen nemen om de beurt een strafschop. Het team dat na vijf strafschoppen de meeste ballen in het doel heeft gekregen, is de winnaar. Mocht er een gelijke stand staan na vijf strafschoppen, dan worden er om en om strafschoppen genomen, totdat het ene team mist en het andere raakt.
Het spel wordt gespeeld door twee teams van normaliter elf spelers, inclusief de doelman. Het staat onder leiding van een scheidsrechter die door twee assistent-scheidsrechters of grensrechters wordt geassisteerd. Bij wedstrijden in de hoogste regionen van het betaalde voetbal en grensoverschrijdende wedstrijden is er ook nog een vierde official aanwezig.
Een spelregel die regelmatig tot discussie leidt is de buitenspelregel. Een speler staat in buitenspelpositie als hij dichter bij de doellijn van de tegenstander staat dan de bal en de vóórlaatste tegenstander. Dit geldt niet wanneer de speler zich op zijn eigen speelveldhelft bevindt. Een tegenstander telt ook mee als hij zich achter de doellijn bevindt. Een speler staat niet buitenspel als hij zich achter de bal begeeft, bij het moment van spelen van de bal. In buitenspelpositie staan is niet tegen de regels. Het kan pas strafbaar zijn als een medespeler de bal naar deze speler speelt op het moment dat deze speler in buitenspelpositie staat. Een speler wordt alleen voor zijn buitenspelpositie bestraft indien hij, op het moment dat de bal wordt geraakt of gespeeld door een medespeler, naar het oordeel van de scheidsrechter, actief bij het spel betrokken is door in te grijpen in het spel, of een tegenstander in diens spel te beïnvloeden, of voordeel te trekken uit zijn buitenspelpositie. Een speler wordt niet voor zijn buitenspelpositie bestraft indien hij de bal rechtstreeks ontvangt uit een doelschop, inworp of hoekschop.
Als een speler naar de doelman passt met een lichaamsdeel vanaf de knie tot de voet en de doelman pakt de bal met de handen, dan is het een terugspeelbal. In dit geval kent de scheidsrechter een indirecte vrije trap toe aan de tegenstander.
Wanneer de bal door een dood element (bijvoorbeeld de cornervlag of de scheidsrechter) wordt geraakt, moet er doorgespeeld worden, ook al zou daardoor een der partijen bevoordeeld of benadeeld worden.

## Opstelling
Er zijn verschillende standaardopstellingen. Er is echter niet één standaardmanier om zo een tactiek te gebruiken. Elke tactiek kan op een aanvallend dan wel verdedigend ingestelde manier uitgevoerd worden. Een veelgebruikt systeem is het 4-4-2-systeem. In dit systeem speelt men met een doelman, en daarvoor vier verdedigers, vier middenvelders en twee aanvallers, oftewel spitsen. Eén voetballer is de aanvoerder.
Voor de twee centrale verdedigers zijn er twee varianten: de één is met een voorstopper voor een laatste man, de ander met vier verdedigers op een lijn. Elk van de middenvelders kan aanvallend of verdedigend ingesteld zijn. Voor het middenveld echter zijn er twee varianten: de ruit, waarbij men speelt met een aanvallende middenvelder voor een verdedigende, en alle spelers op één lijn. In de aanval kan men spelen met twee spitsen naast of achter (diepe spits en schaduwspits) elkaar.
In Nederland wordt traditioneel veel met het 4-3-3-systeem gespeeld. Daar zijn voor de verdediging dezelfde varianten mogelijk als voor 4-4-2. In de aanval is vooral de positie van vleugelaanvallers van belang. Deze kunnen bij wijze van spreken aan de zijlijn staan (met het kalk op de schoenen) maar ook veel meer naar het midden. Hiervan is sprake bij het kerstboomsysteem (4-3-2-1), dan opereren beide vleugelspitsen als een soort aanvallende middenvelders, hierdoor zal het bij balbezit van de tegenstander 4-5-1 spelen en bij eigen balbezit 4-3-3.
Behalve 4-4-2 en 4-3-3 worden ook 4-5-1 en 5-4-1 gebruikt. Meestal worden deze systemen gebruikt door verdedigend ingestelde ploegen.
Ook 5-3-2 wordt regelmatig gebruikt (door bijvoorbeeld Italië), daarnaast wordt 3-4-3 ook vrij veel gespeeld.

4-3-3-opstelling
4-4-2-opstelling
4-4-2-opstelling (met ruit)
3-4-3-opstelling (met ruit)

## Geschiedenis
Algemeen wordt aangenomen dat de moderne vorm van voetbal ontstaan is in het Verenigd Koninkrijk, wellicht in Engeland. Hier is ook de oudste professionele voetbalclub ter wereld gesticht, Notts County FC. Internationaal ontstonden de Fédération Internationale de Football Association (FIFA) in 1904 en de Union of European Football Associations (UEFA) in 1954 waarvan de laatstgenoemde de wedstrijden om de Champions League en de Europa League organiseert.

### België
In België ontstonden de eerste voetbalclubs vanaf 1880. In 1895 werd de Union Belge des Sociétés de Football Association opgericht, de latere KBVB. De eerste Belgische voetbalclub was Antwerp FC uit Antwerpen. Deze club bestaat nog steeds en speelt in Eerste Klasse A. De eerste clubs ontstonden vooral in en rond Antwerpen, Brussel, Brugge en Luik.

### Nederland
De eerste vereniging in Nederland was de Koninklijke HFC, aanvankelijk opgericht als rugbyclub door Pim Mulier (1879), die eveneens op 8 december 1889 op zijn initiatief de Nederlandse Atletiek en Voetbalbond oprichtte (deze heet sinds 1929 KNVB). Het veld van HFC, de Koekamp, waar hun “worstelperk” gelegen lag, was niet egaal en in het midden van het veld stonden een paar bomen, maar dat deerde hen niet. Men speelde eromheen of maakte er gewoon gebruik van. Later werd overgeschakeld op association, het huidige voetbal. Mulier schreef hierover: "De eerste jaarrekeningen maakten aan ons rugbyspel een einde. De diverse papa's en mama's vroegen toelichtingen op die rekeningen. Vermoedelijk hebben we in goed Haarlemsch geantwoord: Ja pa, asse je grijpe, magge se je grijpe, waar se maar kenne. (...)Dies werd het rugby ten doode opgeschreven en gingen we in het jaar 1883 over tot association." In 1954 werd het betaalde voetbal (semi-prof.) ingevoerd.

## Competities

### Nederland
Het Nederlandse voetbal kent op profniveau (betaald voetbal) het landelijke divisiesysteem. De hoogste klasse is de Eredivisie, daaronder volgt de Eerste divisie. In de eredivisie wordt gestreden om het nationaal kampioenschap, door de media landskampioenschap genoemd; daarnaast wordt er gestreden om enkele plaatsen voor Europees voetbal. Dit bestaat uit de Champions League (Europees kampioenschap voor voetbalclubs) en de Europa League (voorheen UEFA Cup). De plaatsen worden aangewezen door middel van het systeem van de UEFA-coëfficiënten. Daarnaast is er de KNVB beker. Ook het winnen van deze beker geeft recht op deelname aan het Europa League-toernooi. Nederland heeft nu recht op 1 rechtstreekse plaatsing voor de Champions League en een plaats in de voorronde van deze competitie. Daarnaast heeft Nederland nog recht op 4 startbewijzen (3 in het seizoen 2010/2011 voor het seizoen 2011/2012) voor de Europa League.
In de eerste divisie wordt gestreden om promotie en degradatie. De kampioen promoveert rechtstreeks naar de eredivisie ter vervanging van de nummer 18, die dus rechtstreeks degradeert. De nummers 16 en 17 van de eredivisie strijden met de nummers 2, 3 en de 4 periodekampioenen van de eerste divisie om twee plaatsen in de eredivisie. Dit deden zij tot en met 2005 in de nacompetitie. Vanaf het seizoen 2005/2006 gebeurt dit in de promotie-/degradatieplay-offs. De nummer 18 (de laatste) in de eerste divisie degradeert als een van de twee clubs uit de lagere amateurdivisie, de Tweede divisie met recht op promotie wil promoveren naar de eerste divisie. De nummer 18 degradeert niet als geen van beide Topklasse-clubs wil promoveren.
Op Aruba wordt jaarlijks de Torneo Copa Betico Croes georganiseerd door de Arubaanse Voetbal Bond.

### België
De Belgische competitie is opgedeeld in nationale en provinciale kampioenschappen. De hoogste competitie in België is de Eerste klasse A of Jupiler Pro League.  Daaronder volgt er dan Eerste klasse B of Challenger Pro League. Deze 2 niveaus bevinden zich in het Belgische betaald voetbal. Deze worden georganiseerd voor profclubs en door de Pro League. Dan volgt er nog één nationale reeks, Eerste Nationale. Deze reeks wordt georganiseerd door Voetbal Vlaanderen (VV) en Association des club Francophones de football (ACFF). Daaronder zijn er nog 2 regionale reeksen, Tweede Nationale en Derde Nationale. Deze worden apart per regio georganiseerd door VV en ACFF. Hieronder komen dan de provinciale reeksen. Door het spel van promoties en degradaties op het eind van elk seizoen kunnen clubs naar hogere of lagere reeksen promoveren. Daarnaast is er ook de Beker van België.
Ook in België kunnen teams zich plaatsen voor Europees voetbal. De UEFA Coëfficiënt geeft België volgend seizoen het recht op twee plaatsen in de voorronde van de Champions League (een seizoen later zal de kampioen opnieuw rechtstreeks geplaatst zijn voor de poulefase) en drie plaatsen voor de Europa League. De top drie in de Champions Play-Offs krijgen een Europees ticket en net als in Nederland is er een Europees ticket voor de bekerwinnaar. Het laatste ticket gaat naar nummer vier uit de Champions Play-Offs of het nummer vijf uit de Europe Play-Offs. Zij strijden onderling voor dat laatste ticket.
De nationale ploeg heet de Rode Duivels. De meeste bekende namen uit deze ploeg zijn Thibaut Courtois, Kevin De Bruyne en Romelu Lukaku.

### Internationale competities
- Champions League
- UEFA Europa League (vóór seizoen 2009/2010: UEFA Cup)
- UEFA Europa Conference League
- Copa Libertadores
- Wereldkampioenschap voetbal
- Europees kampioenschap voetbal mannen
- UEFA Nations League
- Copa América
- Azië Cup
- Confederations Cup
- FIFPro
- Europacup II voor bekerwinnaars (vanaf 1999-2000 opgenomen in de UEFA Cup en vanaf 2009-2010 de Europa League)

## Engelse termen
Daar het spel in de hedendaagse vorm in Engeland ontstaan is blijven er veel Engelse termen in gebruik, voor de meeste bestaat echter ook een Nederlands alternatief. In veel gevallen worden de Engelse termen vaker in het familiair spraakgebruik gebruikt en de Nederlandse vaker in de officiële berichtgeving:
- Back = verdediger
- Corner = hoekschop
- Counter = snelle tegenaanval (contra-attack), soms gebruikt als tactiek: "spelen op de counter".
- Free kick = vrije trap
- Goal = doel of doelpunt
- Hands = bal raken met de handen/armen
- Keeper = doelman
- Kick-off = aftrap
- Offside = buitenspel
- Penalty = strafschop
- Pass = overspelen van de bal
- Play off = eliminatiewedstrijd
- Pinch-hitter = breekijzer
- referee = scheidsrechter
- Sliding = met een glijdende beweging proberen om, voor de tegenstander, de bal weg te spelen
- Tackle = glijdende beweging met de voet naar de bal toe om deze te 'veroveren'

Meestal worden de woorden sliding en tackle door elkaar gebruikt.
Voor meer jargon, zie de Lijst van uitdrukkingen en gezegden uit het sportcommentaar.

## Uitrusting
Een voetbaluitrusting bestaat uit een voetbalshirt, voetbalbroek, voetbalschoenen, sokken en scheenbeschermers. In de winter worden ook wel een shirt met lange mouwen, een maillot en handschoenen gedragen.

### Kleding
Meestal wordt door mannen een T-shirt of poloshirts en een korte broek (short) gedragen. Vrouwen dragen een shirt en een korte broek.
Ook wordt er gebruikgemaakt van voetbalschoenen. Spelers beschikken vaak ook over een trainingspak, jack, bodywarmer. Professionele voetbalclubs hebben ook kostuums.
De scheidsrechter en de grensrechters dragen een afwijkend tenue, vaak zwart. Ook de doelman heeft afwijkende kleding. De aanvoerder draagt een aanvoerdersband. Bij een overlijden binnen een club of binnen het voetbal kan er met een rouwband worden gespeeld.

## Populaire cultuur
Als een van de populairste sporten ter wereld heeft het voetbal om zich heen een industrie doen ontstaan waarbij grote bedragen betaald worden voor de uitzendrechten, sponsoring en merchandising.

### Voetbalsupporters

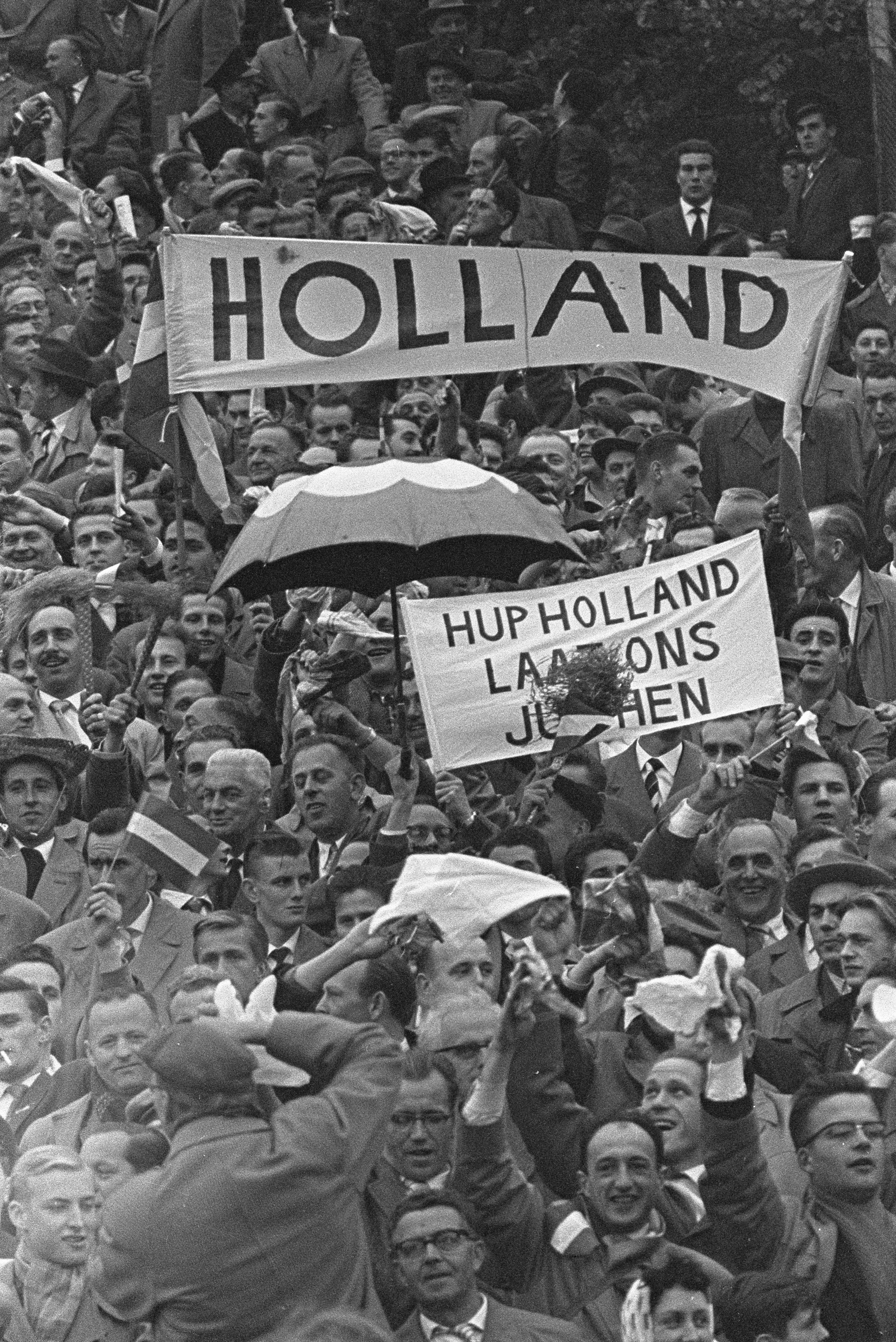
Publiek tijdens West-Duitsland - Nederland in 1959.

Zoals bij vrijwel alle sporten zijn er ook bij voetbalwedstrijden toeschouwers aanwezig. Meer dan bij veel andere sporten trekken voetbalsupporters de aandacht. Deels is dit te wijten aan de opkomst van het hooliganisme. Het voetbalhooliganisme ontstond met de opkomst van de jeugdcultuur. Eind jaren vijftig van de twintigste eeuw ontstond deze beweging in het Verenigd Koninkrijk en in de jaren zeventig ontstonden in West-Europa de eerste hooligangroepen.
Naast deze gewelddadige groepen vallen ook de supportersgroepen op die zich op ludieke wijze kleden. Waar de eerste vorm vooral is te vinden in het clubvoetbal, komt de tweede vorm vooral voor tijdens interlands. Bij sommige clubs zijn echter wel tifosi te vinden, een fenomeen dat is ontstaan in Italië, waarbij met zang, vlaggen, spandoeken, vuurwerk, banners en grootse acties gepoogd wordt de sfeer te verhogen.

## Andere spelvormen
- Boardingvoetbal
- Gehandicaptenvoetbal
- Kooivoetbal
- Minivoetbal
- Paaltjesvoetbal
- Strandvoetbal
- Tafelvoetbal
- Zaalvoetbal